# Окснер Альфред Миколайович
Альфре́д Микола́йович О́кснер (нар.8 лютого 1898, Єлизаветград — пом.20 листопада 1973) — український учений-ліхенолог, фундатор Національного ліхенологічного гербарію України, професор, доктор біологічних наук, член-кореспондент АН УРСР (1972), Заслужений діяч науки і техніки УРСР.

## Біографія
Народився 8 лютого 1898 р. у м. Єлизаветграді (нині Кропивницький). У 1917 р. Єлисаветградську чоловічу гімназію, а в 1924 р. — Київський вищий інститут народної освіти (тепер Київський національний університет імені Тараса Шевченка). Науковою роботою почав займатися ще в студентські роки, працюючи у лабораторії університетського ботанічного саду.
У 1920–1922 роках викладав природознавство в середніх школах та сільськогосподарському технікумі Кіровограда. Вивчав місцеву флору вищих рослин. Наслідком цих досліджень у 1922 р. стала перша друкована праця А. М. Окснера про рідкісні та цікаві квіткові рослини Кіровоградщини.
У 1931—1973 рр. працював в Інституті ботаніки АН УРСР (у 1968—1970 рр. — директор інституту). Одночасно був завідувачем кафедри Київського гідромеліоративного інституту, читав лекції у Київському університеті.
Наукове звання кандидата біологічних наук А. М. Окснеру було присуджене у 1935 р. за значний вклад у ліхенологічну науку без захисту дисертації. У 1942 р. він здобув ступінь доктора біологічних наук, у 1943 р. — звання професора. У 1972 році А. М. Окснера було обрано членом-кореспондентом АН УРСР.
Почесний член Всесоюзного ботанічного товариства (1972).

## Наукова діяльність
Наукові дослідження А. М. Окснер вів в таких напрямах:
- флористика (наука про різноманітність рослинного світу, особливості розподілу рослин за географічними, кліматичними та екологічними факторами),
- систематика лишайників,
- філогенія лишайників (наука про походження та генетичні зв'язки біологічних груп, про їх спорідненість та подібність),
- ботанічна географія,
- фітоценологія (наука про рослинні угруповання, їх класифікацію та поширення на земній кулі).

Вчений описав близько ста нових для науки таксонів рослин. Підсумком досліджень ліхенофлори України є фундаментальна робота «Флора лишайників України». Один із авторів «Определителя лишайников СССР» (1972—1977). Практично половину життя він працював у різних напрямках науки, такі як флористика, де досліджував різні рослини не тільки Кіровоградщини, але й всього світу. 
А. М. Окснер є одним із засновників всесвітньо відомої української школи історичної географії криптогамних рослин.
Вивчення спадщини професора А. М. Окснера розпочалося лише після 1987 р. (через 14 років після його смерті). Йому довелося працювати в часи сталінських репресій та лисенківських переслідувань, що, можливо, стало причиною того, що залишились неопублікованими такі його роботи, як «Ліхенофлора Уралу», «Определитель лишайников Советской Арктики» та інші.

## Вшанування пам'яті
У 1998 році до 100-річчя від дня народження вченого було приурочено декілька наукових форумів, випущено ювілейний конверт України. У тому ж році на базі Інституту ботаніки ім. М. Г. Холодного НАН України було засновано премію А. М. Окснера за найкращу молодіжну роботу в галузі практичного використання лишайників, яку присуджують за результатами конкурсу раз на 2-3 роки.